# Думбревіца (Молдова)
Думбревіца (рум. Dumbrăvița) — село у Синжерейському районі Молдови. Адміністративний центр однойменної комуни, до складу якої також входять села Боканча-Скіт та Валя-луй-Влад.

## Населення
За даними перепису населення 2004 року у селі проживала 1631 особа.
Національний склад населення села:
| Національність       | Кількість осіб | Відсоток   |
| -------------------- | -------------- | ---------- |
| молдавани румуни     | 1594 21        | 97,7% 1,3% |
| українці             | 10             | 0,6%       |
| росіяни              | 3              | 0,2%       |
| болгари              | 1              | 0,1%       |
| інша / без відповіді | 2              | 0,1%       |
| Всього               | 1631           | 100%       |